# Parc naturel national de Holossiïv
Le parc naturel national de Holossiïv (en ukrainien : Націона́льний приро́дний парк «Голосі́ївський») est un parc national situé au sud de Kiev, en Ukraine.
Il protège une variété de paysages avec une biodiversité importante : des lacs et des zones humides, ainsi que des monuments historiques, culturels et ethnographiques.
Atypique, le parc se compose de plusieurs forêts déconnectées entre-elles.
Le parc se trouve à l’extrémité orientale de l’écorégion des forêts mixtes d’Europe centrale.
Le parc compte de nombreux chênes séculaires (chêne de Peter Mohyla, chênes de la gloire, etc.), des primevères et des cascades colorées des étangs Orikhuvatskyi, Kytaivskyi et Didorivskyi. 

## Flore et faune
La flore du parc comprend 650 espèces de plantes vasculaires, 118 espèces de mousses et plus de 60 espèces de champignons. Certaines de ces espèces ont un statut de conservation de niveau international, national ou régional. Parmi les plantes vasculaires qui poussent dans le parc, 5 espèces sont inscrites à l’annexe I de la Convention de Berne sur la conservation de la vie sauvage et du milieu naturel de l’Europe, 1 espèce sur la liste rouge régionale européenne, 24 espèces dans le livre rouge de l’Ukraine et 29 espèces sont rares au niveau régional.

La faune se compose de 31 espèces de mollusques terrestres, 190 espèces d’insectes et 181 espèces de vertébrés (21 espèces de poissons osseux, 10 espèces d’amphibiens, 6 espèces de reptiles, 100 espèces d’oiseaux et 44 espèces de mammifères). Un certain nombre d’animaux sont protégés à l’échelle internationale, nationale et régionale.

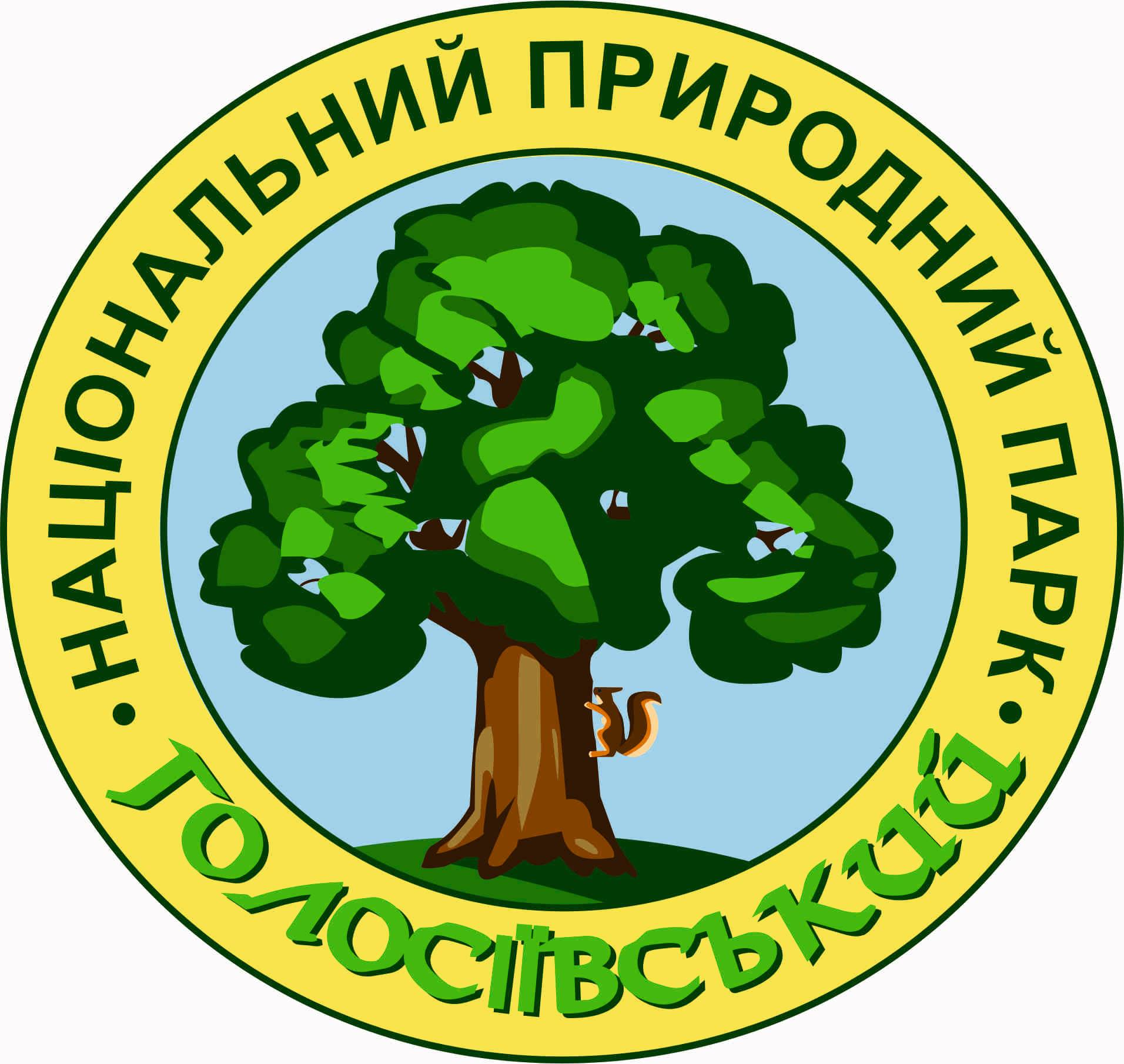
Logotype du parc.
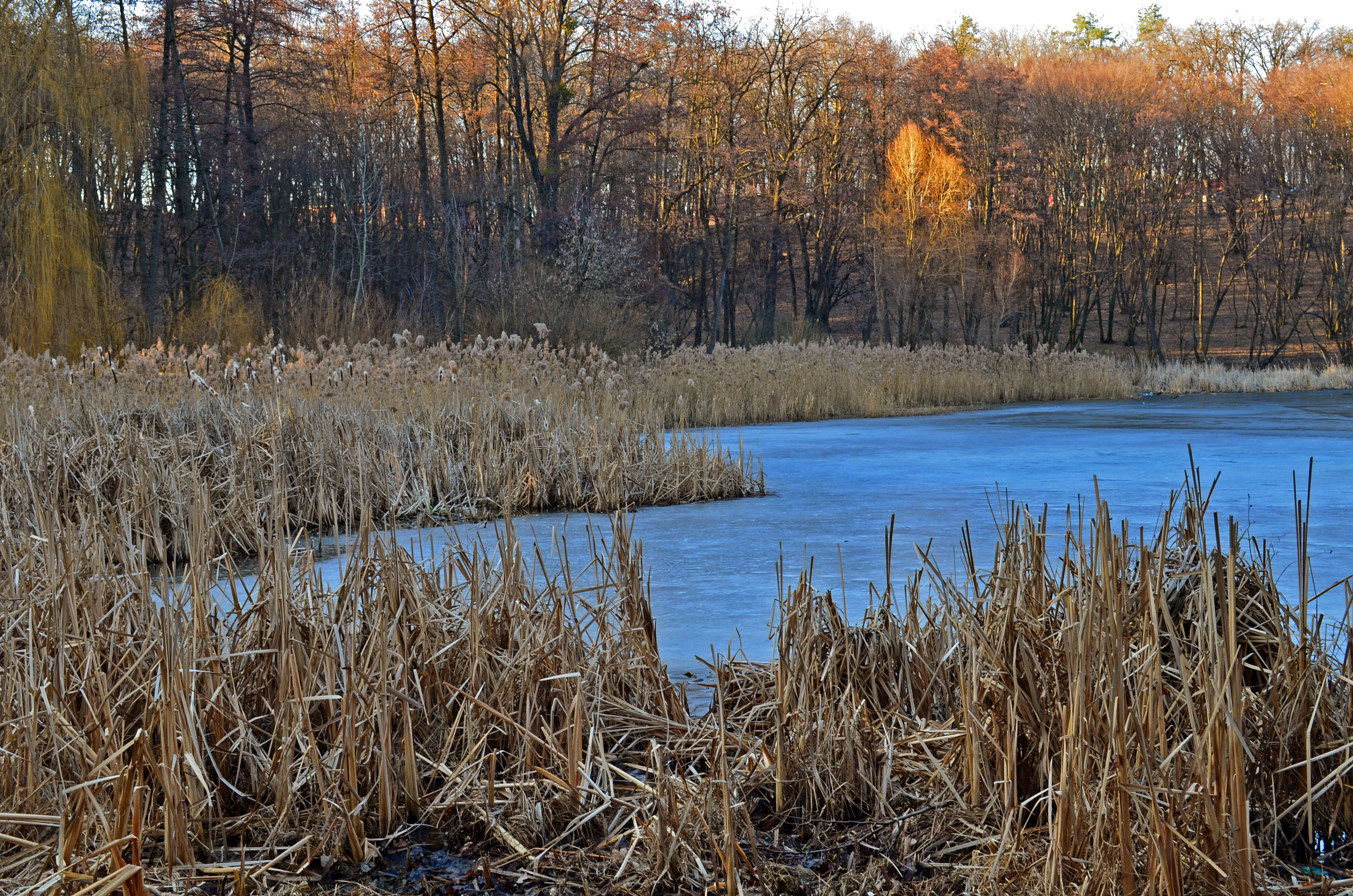
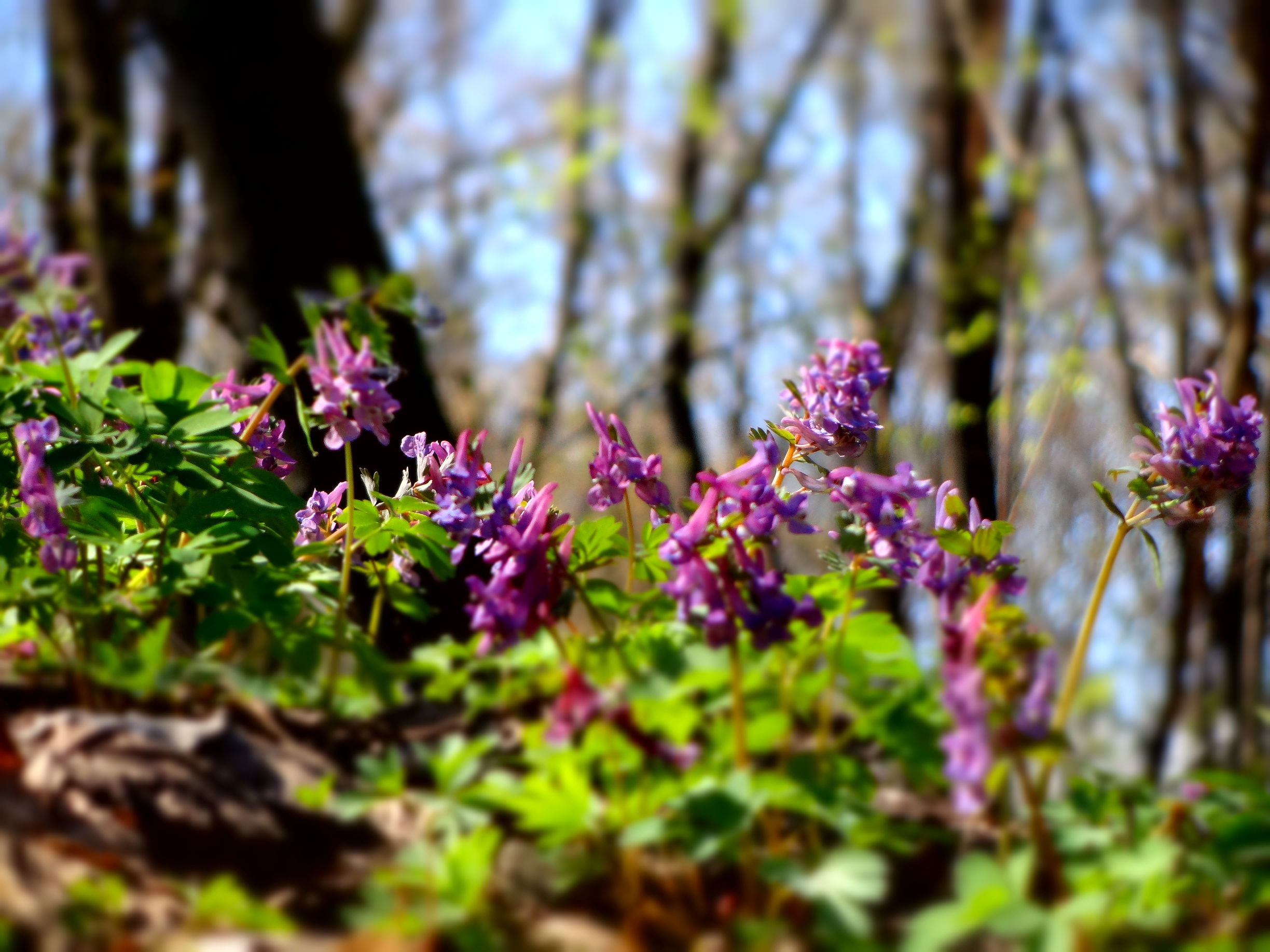
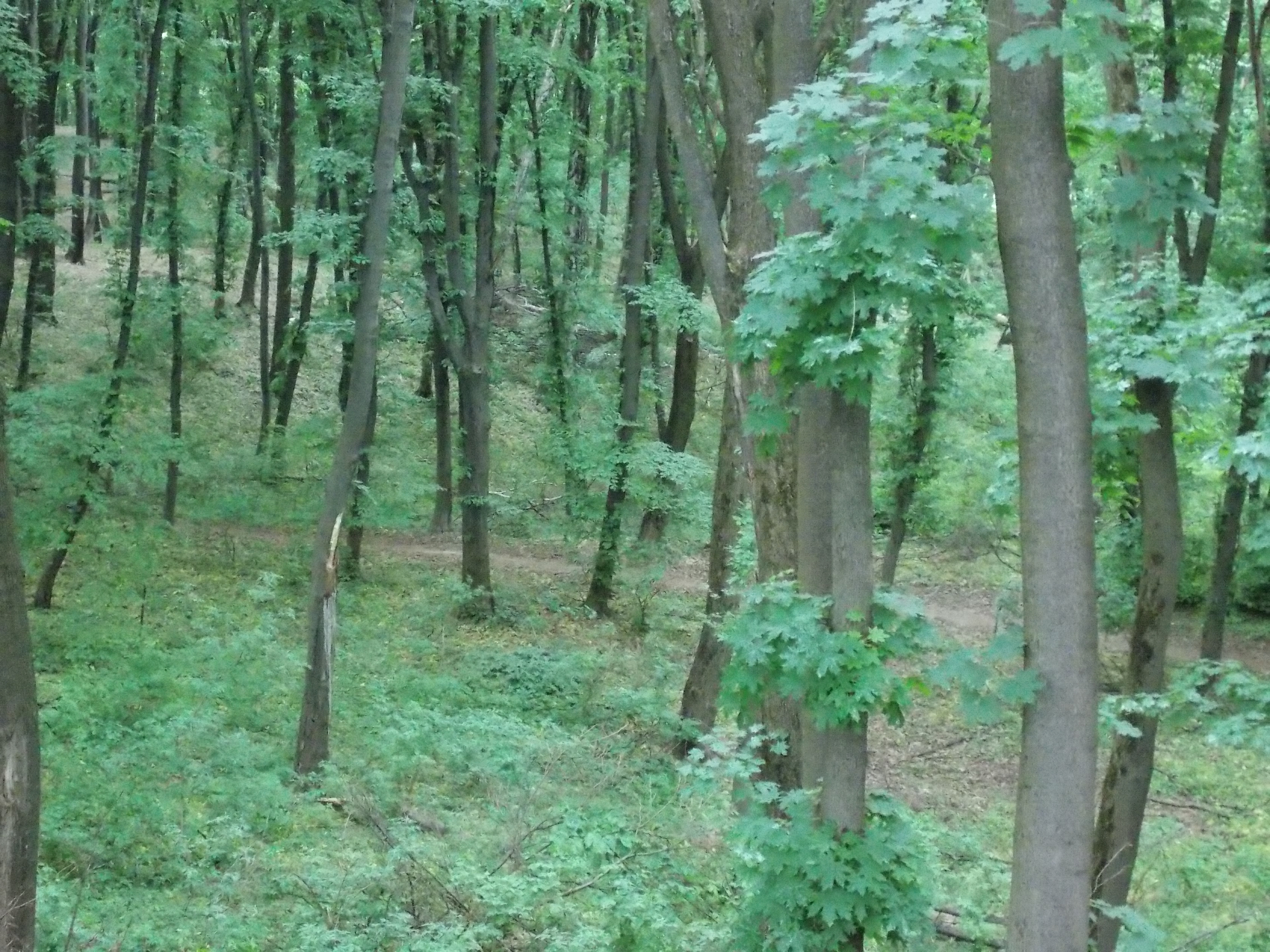
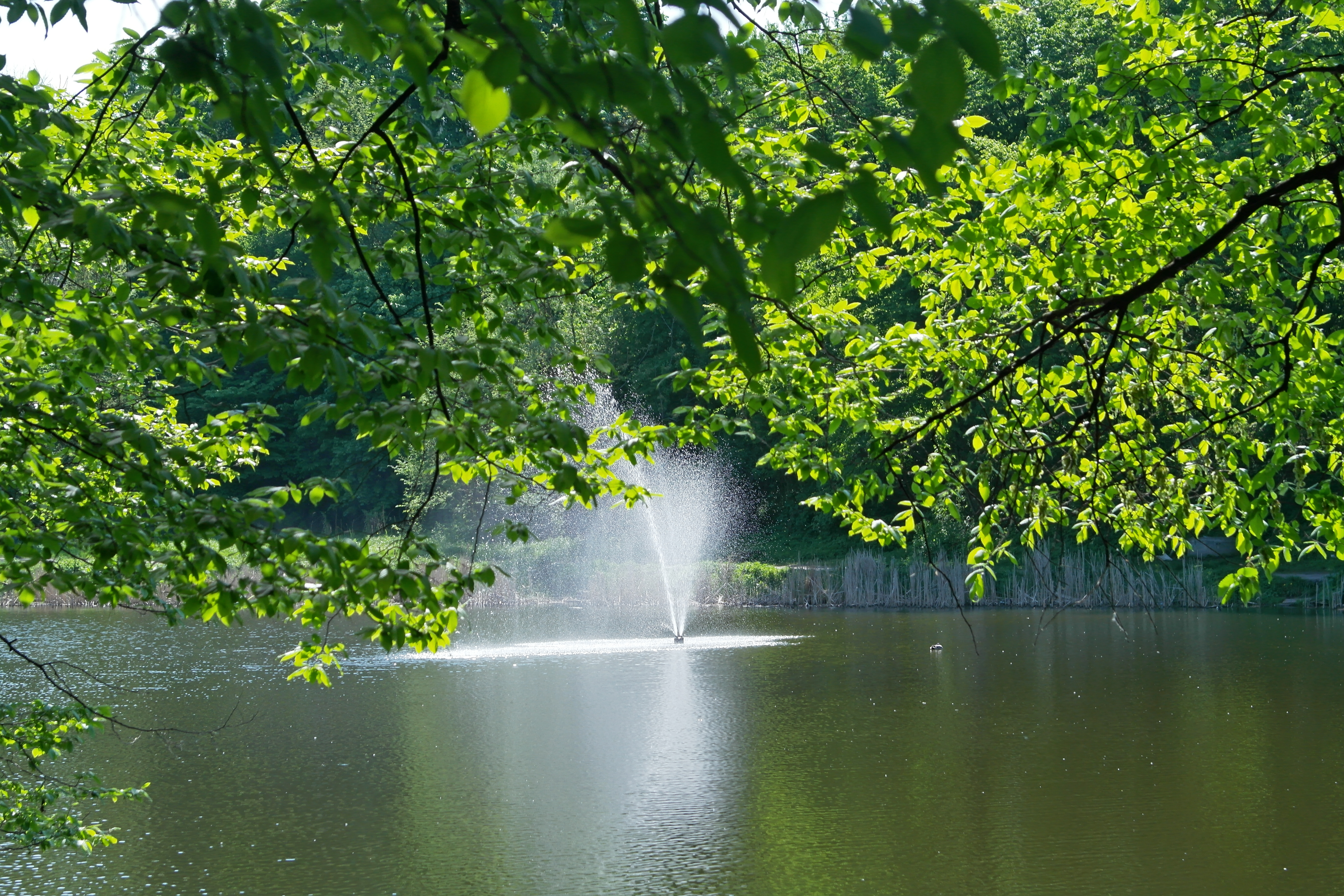
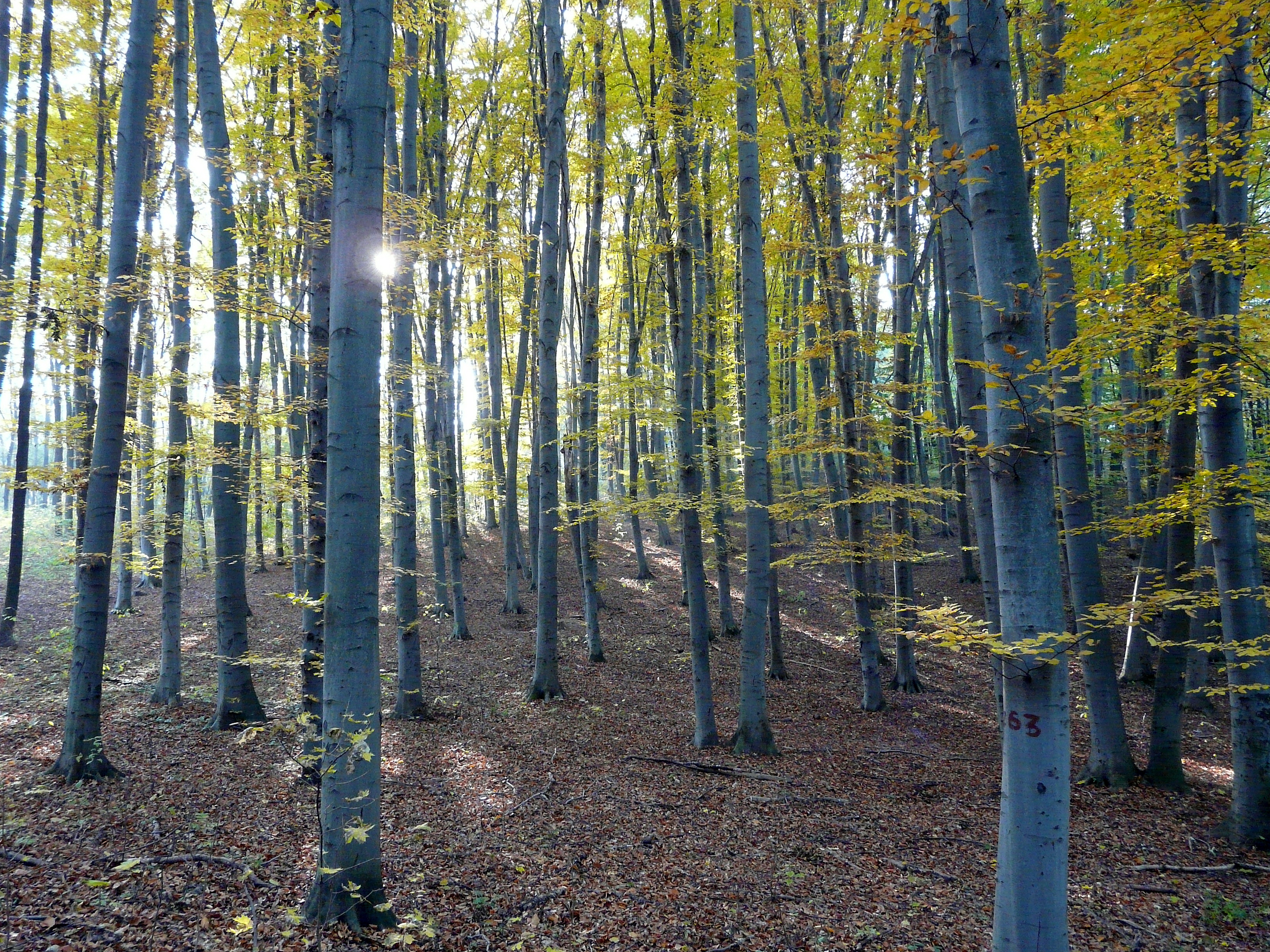
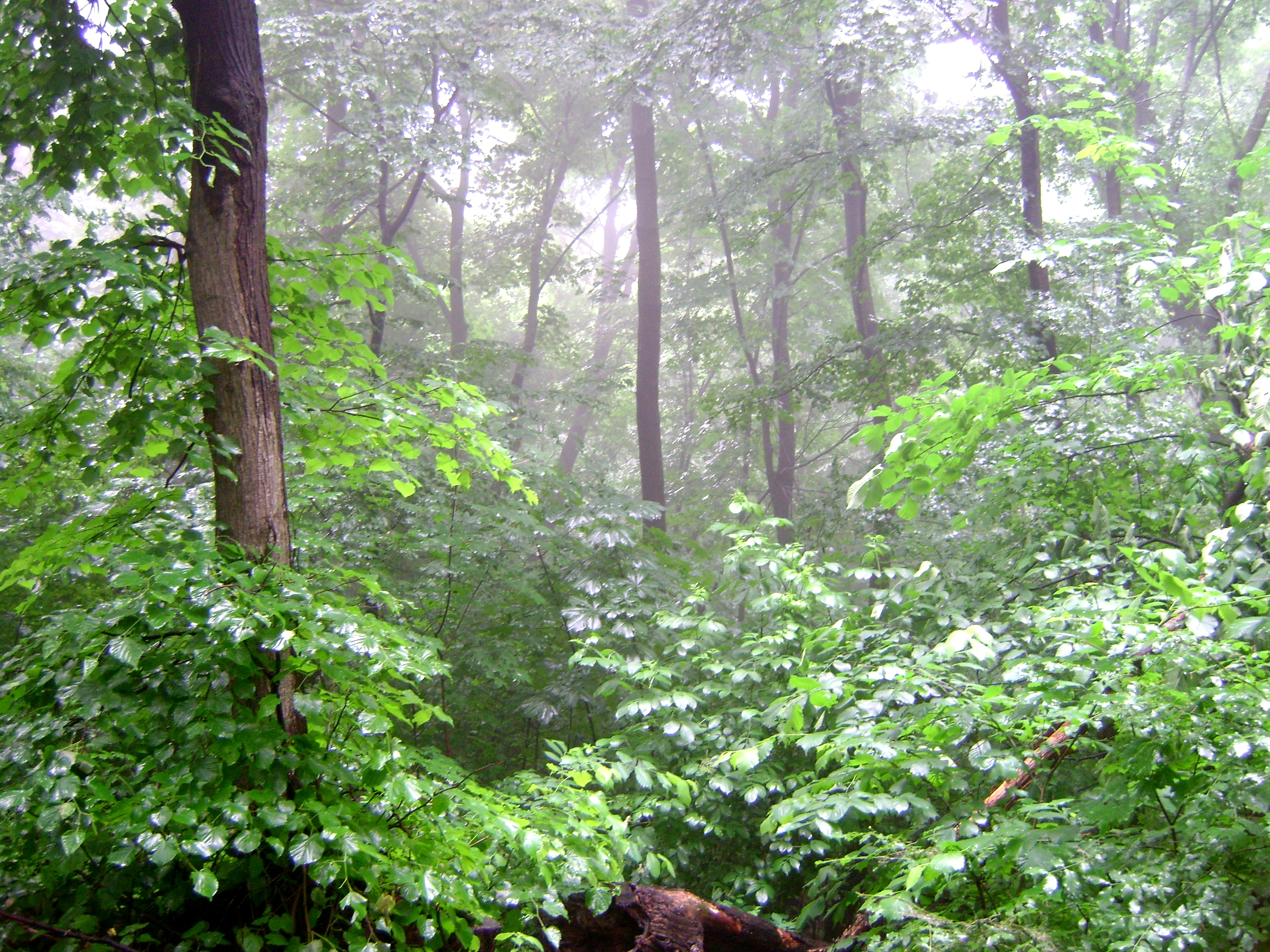
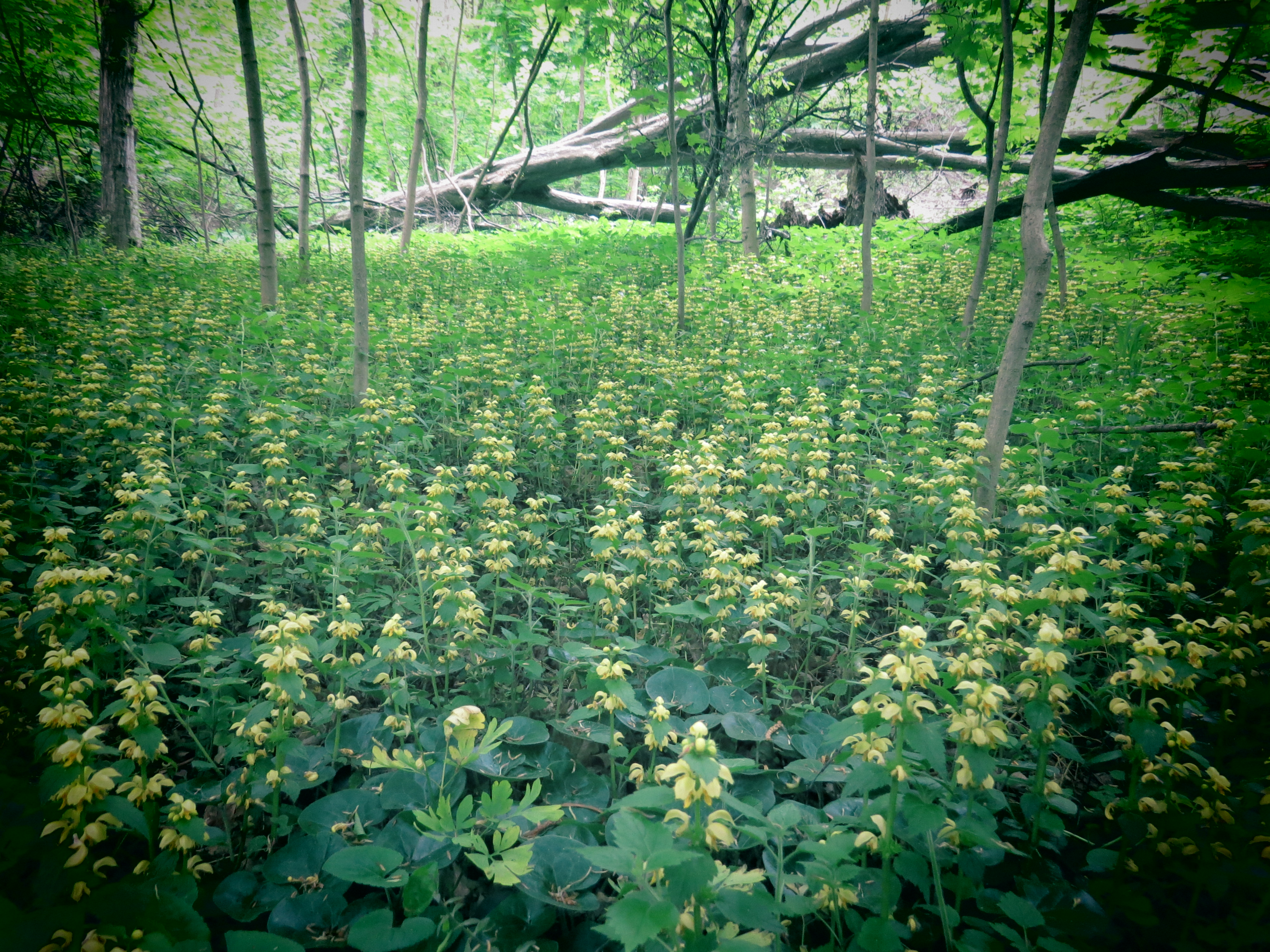